# Ruta F35 (Islandia)

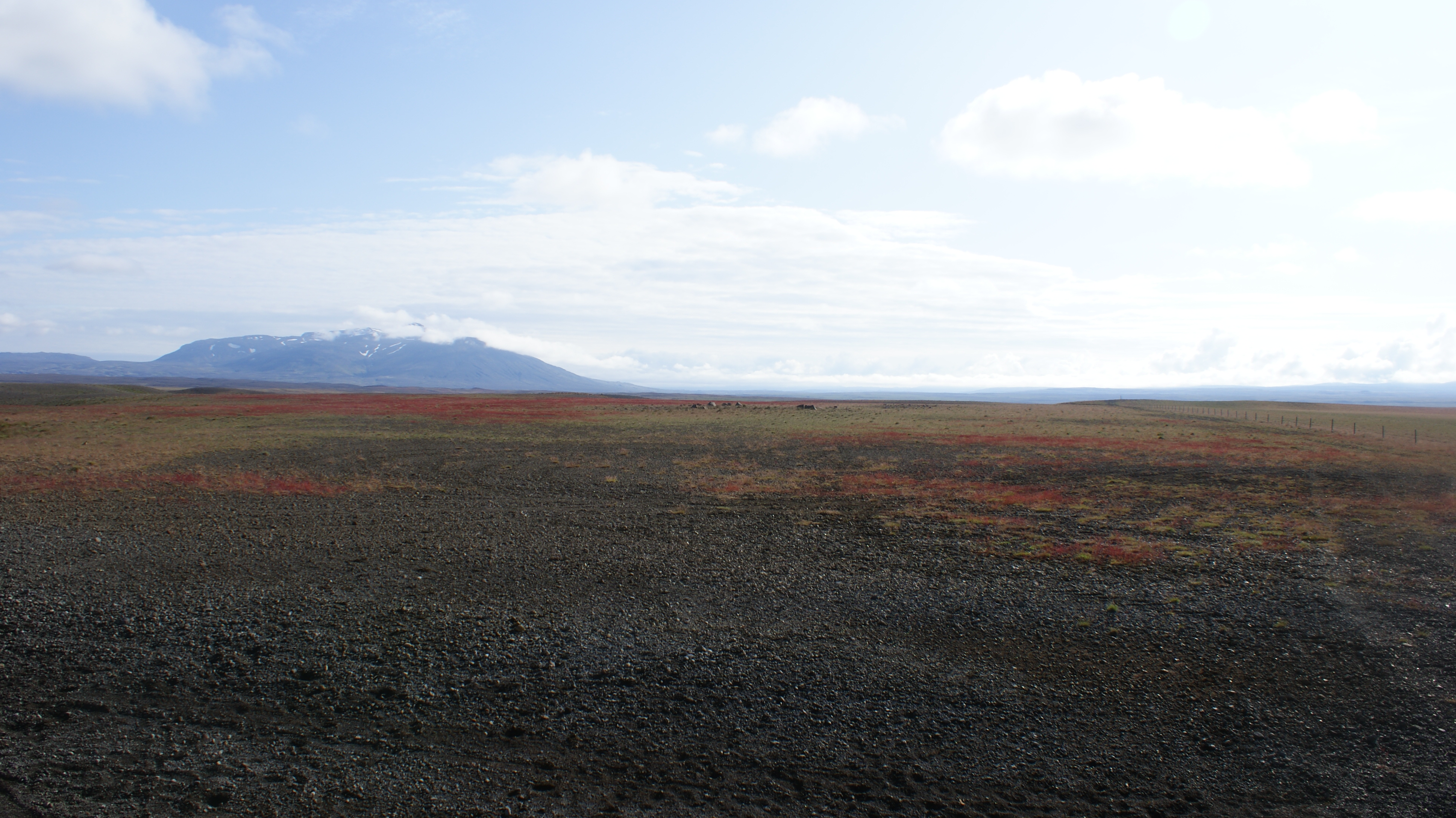
Kjölur, el desierto montañoso central de Islandia.

Kjalvegur es una carretera de 168 km que atraviesa las tierras altas de Islandia, cruzando Kjölur de norte a sur. 

## Historia
Anteriormente, el nombre se refería a una pista de caballos más cerca de Langjökull, al oeste de la carretera actual. Esta pista ahora tiene el nombre Kjalvegur hinn forni (Antiguo Kjalvegur), y está cerrada a tráfico motorizado.

## Geografía
La carretera empieza en el del sur de Islandia cerca de Haukadalur y detrás de la cascada de Gullfoss, acabando en al norte cerca de Blönduós. La carretera atraviesa el interior entre dos glaciares, Langjökull y Hofsjökull. Es la segunda carretera más larga de las que atraviesan las Tierras altas de Islandia. Lleva aproximadamente unas 5 horas atravesarla en coche.